# Festival de Danza de Carmiel

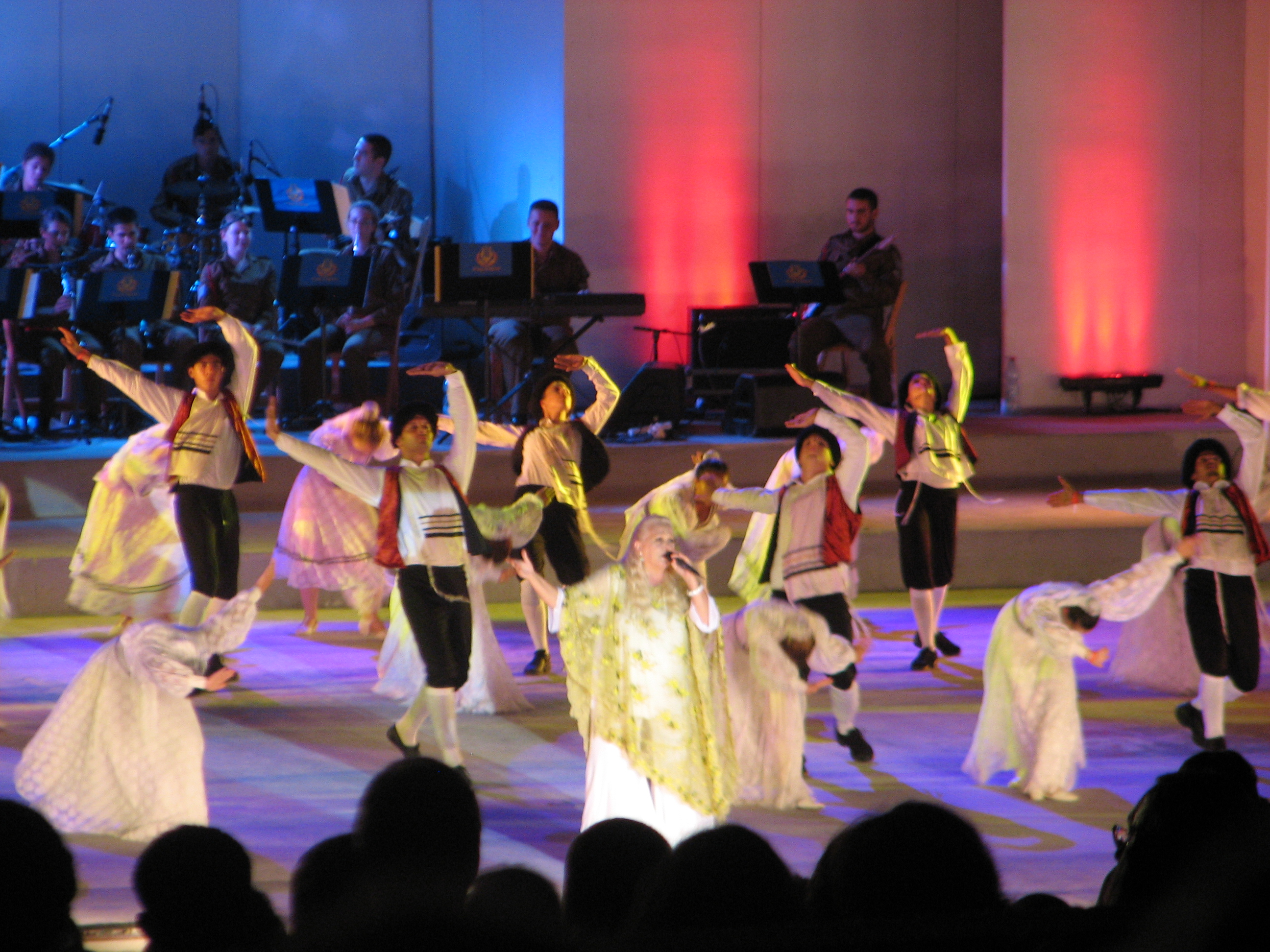

El Festival de Danza de Carmiel (en hebreo: פסטיבל מחול כרמיאל) es un festival de danza que tiene lugar cada año en verano, en la ciudad de Carmiel, en Israel. El festival empezó en 1988 y fue fundado por iniciativa de dos autores de danzas populares en Israel. La duración del festival es de tres días, durante los cuales se reúne una multitud de personas, los espectadores pueden observar una amplia variedad de espectáculos. En dicho festival participan tanto bailarines israelíes, como bailarines venidos de otros países procedentes del extranjero.
Junto a las diversas actuaciones de los diferentes grupos de danza, hay bailes que están abiertos al público y son para todos los asistentes. Hay instructores de baile venidos desde el extranjero. Además de los actos celebrados, en el festival hay varias competiciones: un concurso de coreografía, un concurso de danza folklórica, y un concurso de baile en grupo para seleccionar al mejor equipo del año. En el papel de director artístico del festival sirvió los durante los primeros doce años Yonatan Carmon. Desde el año 2000, se desempeñó en ese puesto Shlomo Maman. El director del festival a lo largo de su vida ha sido Aaron Solomon. El festival de danza tiene lugar en varias instalaciones y equipamientos deportivos de la villa de Carmiel entre ellos cabe destacar; el anfiteatro, el estadio, el parque, el pabellón de deportes y el auditorio. Muchos espectáculos en el pasado han estado dedicados en honor a compositores del país como; Sasha Argov, Naomi Shemer, y Avihu Medina. En 2006 se canceló el festival debido a la guerra con el Líbano.